# Meriania steyermarkii
Meriania steyermarkii är en tvåhjärtbladig växtart som beskrevs av Henry Allan Gleason. Meriania steyermarkii ingår i släktet Meriania och familjen Melastomataceae. Inga underarter finns listade i Catalogue of Life.